# Річкові монітори проєкту MO.XI
Річкові монітори проєкту MO.XI - найбільші річкові монітори, закладені для військово-морських сил Австро-Угорщини під час Першої світової війни. Через розпад Австро-Угорщини не були завершені.
Цифра у проєкті означає, що головний корабель мав стати одинадцятим монітором, побудованим у Австро-Угорщині. У порівнянні з попереднім типом моніторів австро-угорського флоту - "Сава", їхня водотоннажність зросла більш як вдвічі, до 1240 тонн, головний калібр - з 120 до 190 міліметрів, допоміжний - з 70 до 90 міліметрів. Як і у попередніх типів австро-угорських моніторів передбачалося побудувати два кораблі.
Кораблі мали замінити найстаріші, побудовані ще 1869 монітори типу "Марош" та посилити військово-морську присутність Австро-Угорщини на нижній течії Дунаю та на Чорному морі після Брестського миру. За закладені 1917 року в Лінці два монітори та річковий канонерський човен було сплачено 10,4 мільйона крон.